# Labastide-Villefranche
Pour les articles homonymes, voir Labastide et Villefranche.
Labastide-Villefranche est une commune française, située dans le département des Pyrénées-Atlantiques en région Nouvelle-Aquitaine.

## Géographie

### Localisation
La commune de Labastide-Villefranche se trouve dans le département des Pyrénées-Atlantiques, en région Nouvelle-Aquitaine.
Elle se situe à 74 km par la route de Pau, préfecture du département, à 51 km d'Oloron-Sainte-Marie, sous-préfecture, et à 28 km d'Orthez, bureau centralisateur du canton d'Orthez et Terres des Gaves et du Sel dont dépend la commune depuis 2015 pour les élections départementales.
La commune fait en outre partie du bassin de vie de Salies-de-Béarn.
Les communes les plus proches sont : 
Escos (2,0 km), Castagnède (2,1 km), Saint-Dos (2,3 km), Auterrive (2,3 km), Arancou (2,7 km), Oraàs (3,2 km), Carresse-Cassaber (3,5 km), Abitain (4,4 km).
Sur le plan historique et culturel, Labastide-Villefranche fait partie de la province du Béarn, qui fut également un État et qui présente une unité historique et culturelle à laquelle s’oppose une diversité frappante de paysages au relief tourmenté.

### Communes limitrophes
Les communes limitrophes sont  Abitain, Arancou, Auterrive, Bergouey-Viellenave, Came, Escos, Ilharre, Saint-Dos et Saint-Pé-de-Léren.
| Came                | Saint-Pé-de-Léren      | Saint-Dos      |
| Arancou             | Labastide-Villefranche | Auterrive      |
| Bergouey-Viellenave | Ilharre                | Escos, Abitain |

### Hydrographie

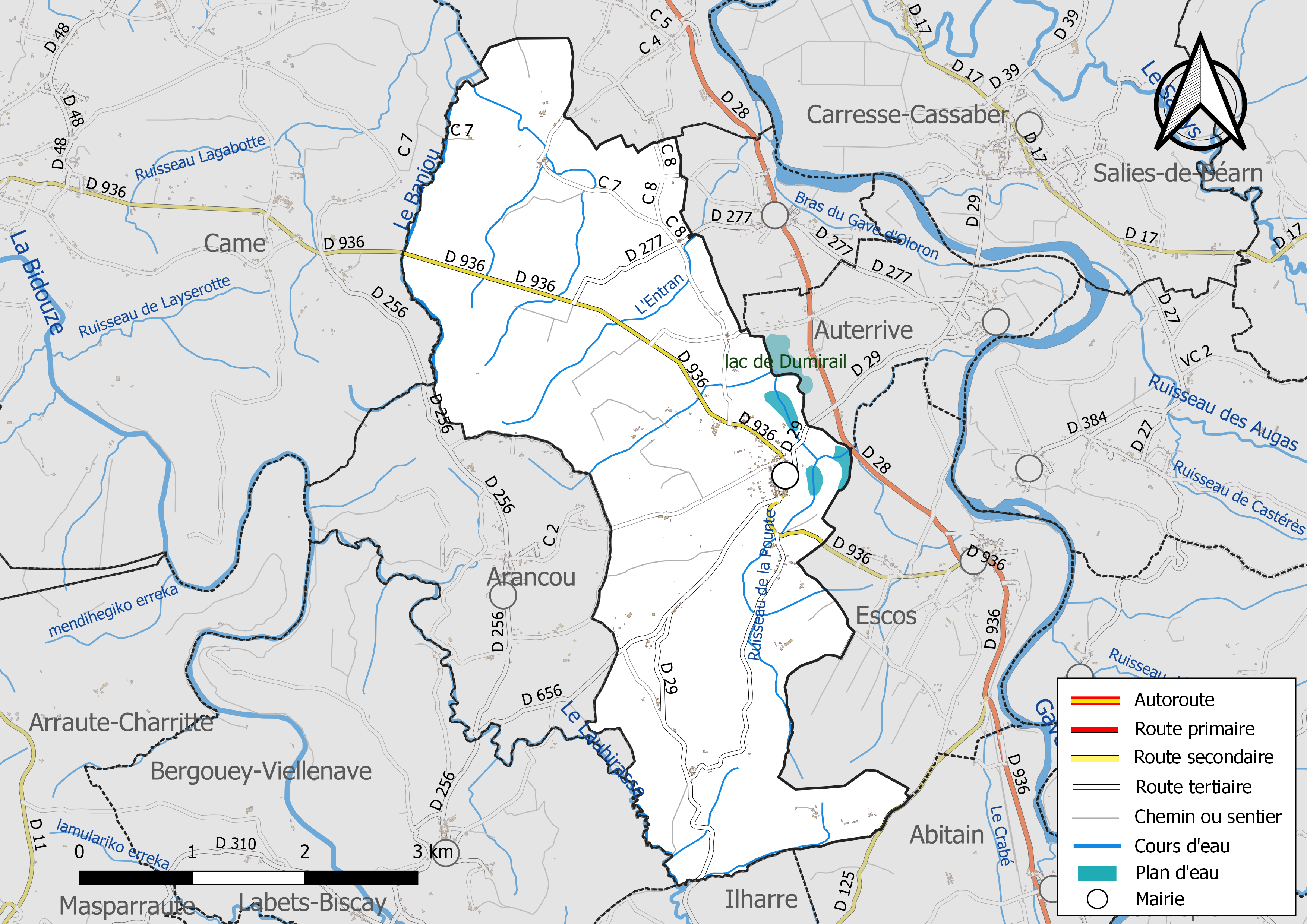
Réseaux hydrographique et routier de Labastide-Villefranche.

La commune est drainée par le Baniou, le Lauhirasse, un bras du Chuchague, l'Entran, le ruisseau de la Pounte, et par divers petits cours d'eau, constituant un réseau hydrographique de 21 km de longueur totale,.
Le Baniou, d'une longueur totale de 13,6 km, prend sa source dans la commune de Came et s'écoule du sud vers le nord. Il traverse la commune et se jette dans le gave de Pau à Cauneille, après avoir traversé 8 communes.
Le Lauhirasse, d'une longueur totale de 19,1 km, prend sa source dans la commune d'Arbouet-Sussaute et s'écoule du sud-est vers le nord-ouest. Il traverse la commune et se jette dans la Bidouze à Arancou, après avoir traversé 6 communes.

### Climat
Pour des articles plus généraux, voir Climat de la Nouvelle-Aquitaine et Climat des Pyrénées-Atlantiques.
Historiquement, la commune est exposée à un micro climat océanique basque.  
En 2020, Météo-France publie une typologie des climats de la France métropolitaine dans laquelle la commune est exposée à un climat de montagne et est dans la région climatique Pyrénées atlantiques, caractérisée par une pluviométrie élevée (>1 200 mm/an) en toutes saisons, des hivers très doux (7,5 °C en plaine) et des vents faibles.
Pour la période 1971-2000, la température annuelle moyenne est de 14,1 °C, avec une amplitude thermique annuelle de 13,9 °C. Le cumul annuel moyen de précipitations est de 1 332 mm, avec 12,5 jours de précipitations en janvier et 8,1 jours en juillet. Pour la période 1991-2020, la température moyenne annuelle observée sur la station météorologique la plus proche, située sur la commune de Bidache à 10 km à vol d'oiseau, est de 14,5 °C et le cumul annuel moyen de précipitations est de 1 455,6 mm,. Pour l'avenir, les paramètres climatiques de la commune estimés pour 2050 selon différents scénarios d’émission de gaz à effet de serre sont consultables sur un site dédié publié par Météo-France en novembre 2022.

### Milieux naturels et biodiversité

#### Réseau Natura 2000
Le réseau Natura 2000 est un réseau écologique européen de sites naturels d'intérêt écologique élaboré à partir des Directives « Habitats » et « Oiseaux », constitué de zones spéciales de conservation (ZSC) et de zones de protection spéciale (ZPS).
Deux sites Natura 2000 ont été définis sur la commune au titre de la « directive Habitats », : 
- « la Bidouze (cours d'eau) », d'une superficie de 2 570 ha, un vaste réseau hydrographique drainant les coteaux du Pays basque[20] ;
- « le gave d'Oloron (cours d'eau) et marais de Labastide-Villefranche », d'une superficie de 2 547 ha, une rivière à saumon et écrevisse à pattes blanches[21] ;

#### Zones naturelles d'intérêt écologique, faunistique et floristique
L’inventaire des zones naturelles d'intérêt écologique, faunistique et floristique (ZNIEFF) a pour objectif de réaliser une couverture des zones les plus intéressantes sur le plan écologique, essentiellement dans la perspective d’améliorer la connaissance du patrimoine naturel national et de fournir aux différents décideurs un outil d’aide à la prise en compte de l’environnement dans l’aménagement du territoire.
Deux ZNIEFF de type 1 sont recensées sur la commune, : 
les « Barthes et marécages de Saint-Pé-de-Léren » (46,07 ha), couvrant 2 communes du département et 
les « lacs et marécages de Labastide-Villefranche » (109,89 ha), couvrant 3 communes du département.

## Urbanisme

### Typologie
Au 1er janvier 2024, Labastide-Villefranche est catégorisée commune rurale à habitat dispersé, selon la nouvelle grille communale de densité à sept niveaux définie par l'Insee en 2022.
Elle est située hors unité urbaine et hors attraction des villes,.

### Occupation des sols

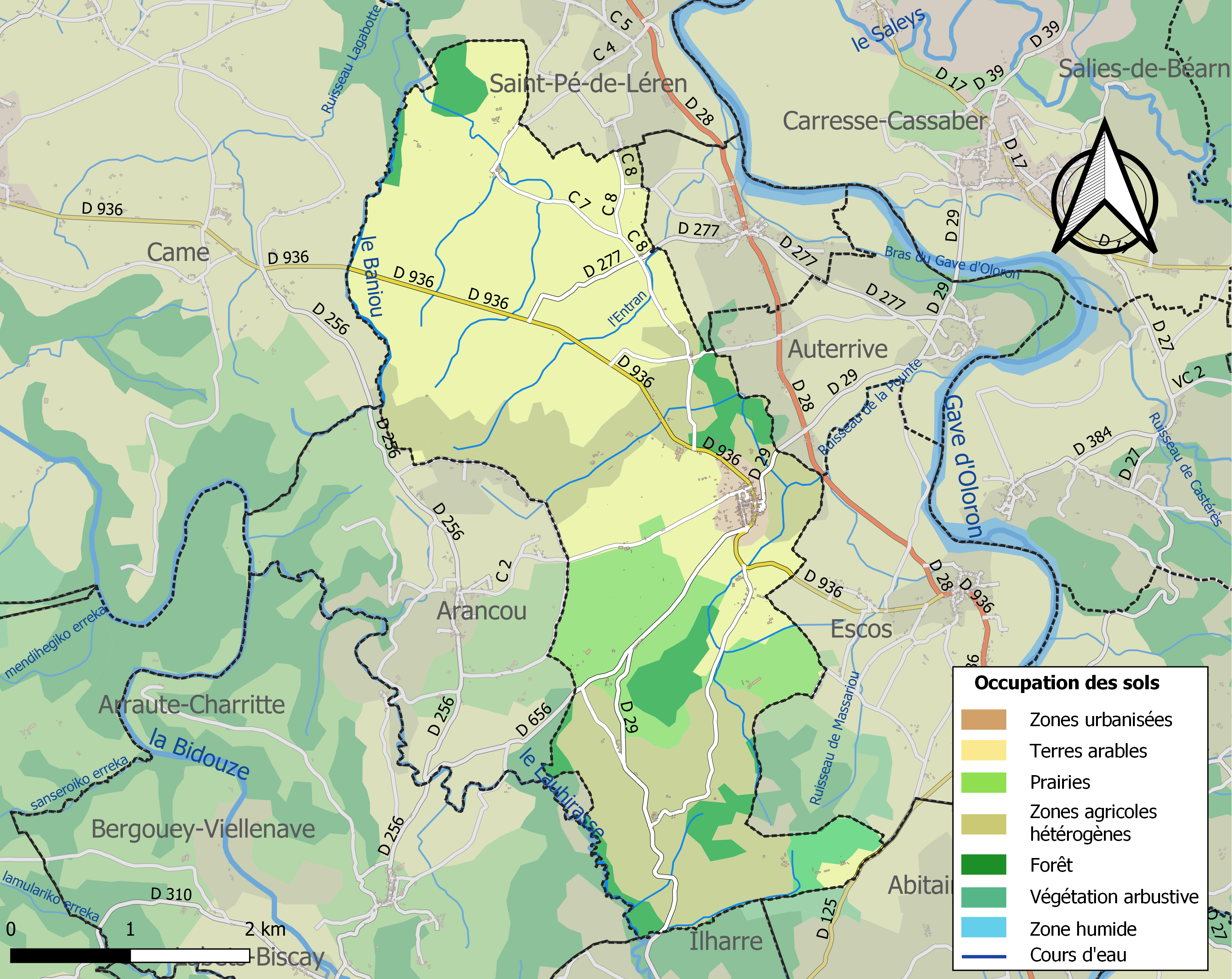
Carte des infrastructures et de l'occupation des sols de la commune en 2018 (CLC).

L'occupation des sols de la commune, telle qu'elle ressort de la base de données européenne d’occupation biophysique des sols Corine Land Cover (CLC), est marquée par l'importance des territoires agricoles (87,9 % en 2018), en augmentation par rapport à 1990 (86,2 %). La répartition détaillée en 2018 est la suivante : 
terres arables (47,9 %), zones agricoles hétérogènes (28,7 %), prairies (11,3 %), forêts (8,5 %), zones urbanisées (1,8 %), milieux à végétation arbustive et/ou herbacée (1,8 %). L'évolution de l’occupation des sols de la commune et de ses infrastructures peut être observée sur les différentes représentations cartographiques du territoire : la carte de Cassini (XVIIIe siècle), la carte d'état-major (1820-1866) et les cartes ou photos aériennes de l'IGN pour la période actuelle (1950 à aujourd'hui).

### Lieux-dits et hameaux
- Peyroyes.

### Voies de communication et transports
La commune est desservie par les routes départementales 29, 277 et 936.

### Risques majeurs
Le territoire de la commune de Labastide-Villefranche est vulnérable à différents aléas naturels : météorologiques (tempête, orage, neige, grand froid, canicule ou sécheresse), inondations et séisme (sismicité modérée). Un site publié par le BRGM permet d'évaluer simplement et rapidement les risques d'un bien localisé soit par son adresse soit par le numéro de sa parcelle.
Certaines parties du territoire communal sont susceptibles d’être affectées par le risque d’inondation par une crue torrentielle ou à montée rapide de cours d'eau, notamment le Baniou et le Lauhirasse. La commune a été reconnue en état de catastrophe naturelle au titre des dommages causés par les inondations et coulées de boue survenues en 1982, 1983 et 2009,.

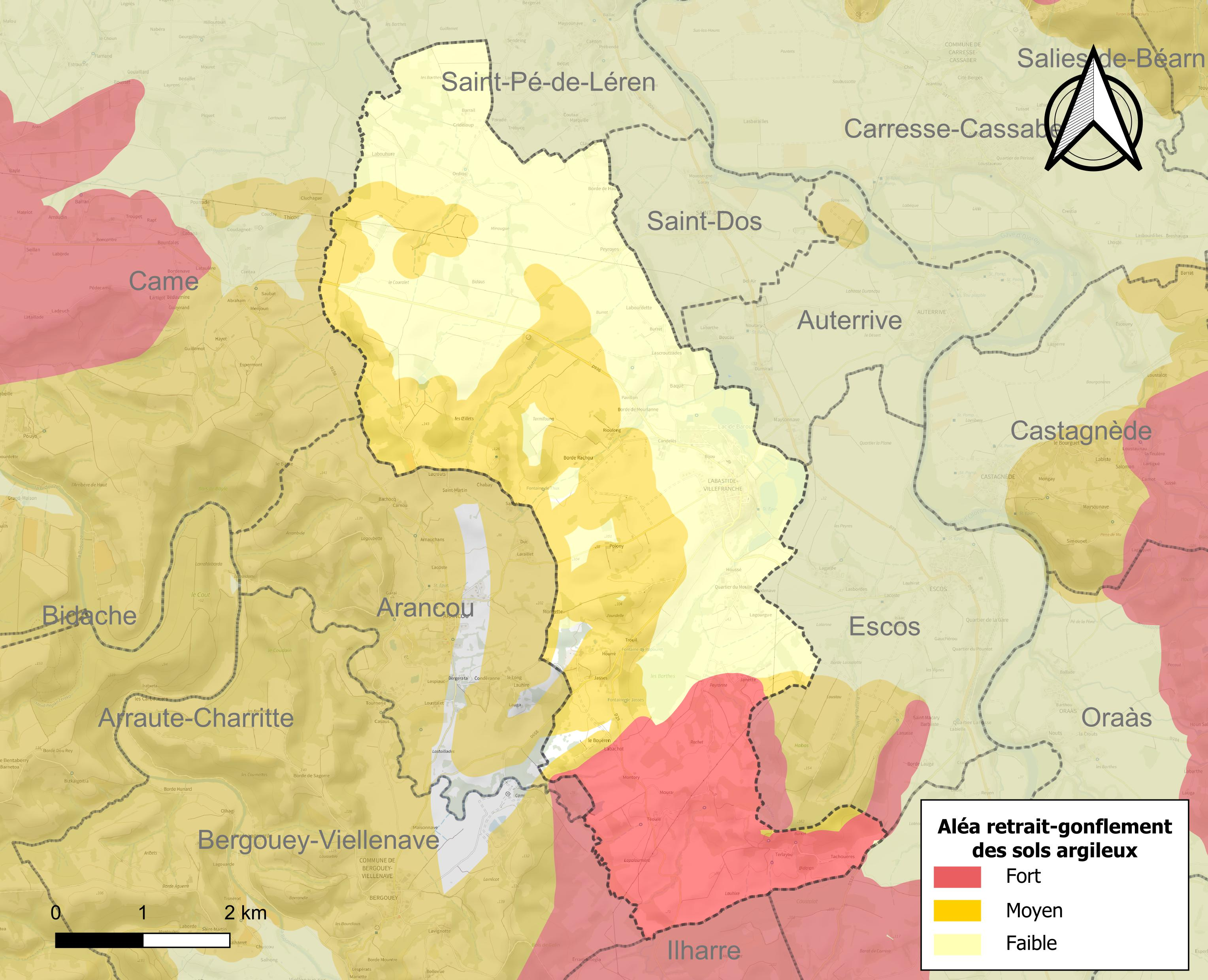
Carte des zones d'aléa retrait-gonflement des sols argileux de Labastide-Villefranche.

Le retrait-gonflement des sols argileux est susceptible d'engendrer des dommages importants aux bâtiments en cas d’alternance de périodes de sécheresse et de pluie. 51,6 % de la superficie communale est en aléa moyen ou fort (59 % au niveau départemental et 48,5 % au niveau national). Depuis le 1er octobre 2020, en application de la loi ELAN, différentes contraintes s'imposent aux vendeurs, maîtres d'ouvrages ou constructeurs de biens situés dans une zone classée en aléa moyen ou fort,.

## Toponymie

### Attestations anciennes
Le toponyme Labastide-Villefranche apparaît sous les formes 
Bielefranque (XIe – XIVe siècle, Anciens Fors),
Bielefranque (vers 1360, titres de Came), 
Vielefranque (1375, contrats de Luntz), 
Sent Saubador de Bielefranque et Bielefranqua (respectivement 1442 et 1472, notaires de Labastide-Villefranche), 
La Bastide de Vielefranca (1538, réformation de Béarn), 
Bastide-Villefranche (La) et La Bastide-de-Béarn (1863 pour les deux formes, dictionnaire topographique Béarn-Pays basque).

### Graphie béarnaise
Son nom béarnais est Labastida ou Labastide.

## Histoire
Paul Raymond note qu'en 1385, Labastide-Villefranche comptait vingt-trois feux, et formait avec Mu (hameau de Castagnède) un bailliage qui s'étendait à Labastide-Villefranche, By, le Leu, Mu et Saint-Dos.
Labastide-Villefranche était par ailleurs le chef-lieu d'une notairie dont le ressort concernait Saint-Dos, Carresse, Castagnède et Cassaber.
Le village ne possède pas spécialement d'histoire si ce n'est qu'il a servi de poste défensif grâce à son donjon qui se situe, ainsi que le village, au sommet d'une colline.
Autrefois, le village comptait près de 1000 habitants mais après que le marché hebdomadaire eut cessé, le village a commencé à voir diminuer son nombre d'habitants : il est passé de plus de 1000 à près de 300 habitants.
Il est aussi connu pour ses cinq lacs qui sont le reste d'un grand glacier. À propos de ceux-ci, plusieurs légendes ont été imaginées. Par exemple, il a été dit qu'un premier village avait existé à Labastide mais qu'il serait aujourd'hui sous les eaux d'un lac.
La ville a été fondée en 1292 par Marguerite de Béarn pour faire pendant aux prétentions anglaises de Hastingues et de Bayonne. On donna à chaque colon un coin de terre exempt de taxes d'où le nom de Villefranche. Les terres ont été prises sur les villages alentour ce qui a donné lieu à de nombreuses contestations et procès. Dans des fouilles faites en 1898, on a découvert de nombreuses traces des cités lacustres qui précédèrent Labastide. Le professeur Garrigou-Lagrange sortit un vase de bronze du lac des Mirailhs. La ville est célèbre pour avoir embrassé la religion protestante parmi les premières en Béarn et avoir construit un temple. Après la révocation de l'Édit de Nantes, quelques familles de Labastide, comme les Majendie, quittèrent le Béarn pour l'Angleterre où subsistent leurs descendants. En 1620 après l'édit de main levée de Louis XIII il n'y avait plus que deux catholiques à Labastide. Avant la Révolution c'est l'inverse : il n'y a presque plus de protestants au point que l'évêque de Bayonne appellera Labastide la ville "la plus religieuse" de son diocèse. Les seigneurs de Labastide furent violentés pendant la Terreur et sauvés par un protestant de la ville qui leur donna asile et secours.
Le palais de justice des jurats, où de nombreuses affaires importantes furent jugées, a brûlé pendant l'incendie de la ville en 1763. La mairie actuelle est construite à sa place.
Labastide fut chef-lieu de canton de 1790 à 1792. Une gendarmerie à cheval y fut même installée. Le bâtiment subsiste encore.
Le bacille du choléra fut amené à Labastide par un officier originaire du village et qui rentrait des campagnes de Sébastopol. L'épidémie se propagea dans tout le canton de Salies en faisant de nombreuses victimes.

## Politique et administration

### Situation administrative
Labastide-Villefranche a fait partie de l'arrondissement de Pau jusqu'au 30 décembre 2016. À cette date, elle appartient désormais à celui d'Oloron-Sainte-Marie.

### Liste des maires
| Période | Période  | Identité                    | Étiquette | Qualité |
| ------- | -------- | --------------------------- | --------- | ------- |
| 1995    | 2001     | Martine Canton-Harguindéguy |           |         |
| 2001    | 2008     | Roland Ichas                |           |         |
| 2008    |          | Jean-Pierre Sallenave       |           |         |
| 2020    | En cours | Jean-Jacques Lateulère      |           |         |

### Intercommunalité
Labastide-Villefranche fait partie de cinq structures intercommunales :
- la communauté de communes du Béarn des Gaves ;
- le syndicat AEP d'Arancou - Bergouey - Viellenave - Labastide-Villefranche ;
- le syndicat d’énergie des Pyrénées-Atlantiques ;
- le syndicat de regroupement pédagogique de Carresse-Cassaber, Escos et Labastide-Villefranche ;
- le syndicat intercommunal des gaves et du Saleys.

La commune accueille le siège du syndicat de regroupement pédagogique de Carresse-Cassaber, Escos et Labastide-Villefranche.

## Population et société

### Démographie
L'évolution du nombre d'habitants est connue à travers les recensements de la population effectués dans la commune depuis 1793. Pour les communes de moins de 10 000 habitants, une enquête de recensement portant sur toute la population est réalisée tous les cinq ans, les populations de référence des années intermédiaires étant quant à elles estimées par interpolation ou extrapolation. Pour la commune, le premier recensement exhaustif entrant dans le cadre du nouveau dispositif a été réalisé en 2008.

En 2022, la commune comptait 332 habitants, en évolution de −4,87 % par rapport à 2016 (Pyrénées-Atlantiques : +3,78 %, France hors Mayotte : +2,11 %).
| 1793 | 1800  | 1806 | 1821 | 1831 | 1836 | 1841 | 1846 | 1851 |
| ---- | ----- | ---- | ---- | ---- | ---- | ---- | ---- | ---- |
| 822  | 1 092 | 779  | 929  | 905  | 906  | 887  | 902  | 847  |

| 1856 | 1861 | 1866 | 1872 | 1876 | 1881 | 1886 | 1891 | 1896 |
| ---- | ---- | ---- | ---- | ---- | ---- | ---- | ---- | ---- |
| 797  | 774  | 724  | 696  | 727  | 710  | 744  | 726  | 717  |

| 1901 | 1906 | 1911 | 1921 | 1926 | 1931 | 1936 | 1946 | 1954 |
| ---- | ---- | ---- | ---- | ---- | ---- | ---- | ---- | ---- |
| 720  | 685  | 700  | 613  | 593  | 522  | 501  | 458  | 446  |

| 1962 | 1968 | 1975 | 1982 | 1990 | 1999 | 2006 | 2008 | 2013 |
| ---- | ---- | ---- | ---- | ---- | ---- | ---- | ---- | ---- |
| 412  | 378  | 364  | 332  | 284  | 292  | 316  | 323  | 342  |

| 2018 | 2022 | - | - | - | - | - | - | - |
| ---- | ---- | - | - | - | - | - | - | - |
| 322  | 332  | - | - | - | - | - | - | - |

### Équipements
Enseignement
Labastide-Villefranche dispose d'une école primaire. Le village possède aussi une caserne de pompier, un gîte, une boulangerie et une épicerie, une coiffeuse.
Lavie raphael créateur du club du 3 âge, secouriste et facteur du village

## Économie
La commune fait partie de la zone d'appellation de l'ossau-iraty.

## Culture locale et patrimoine

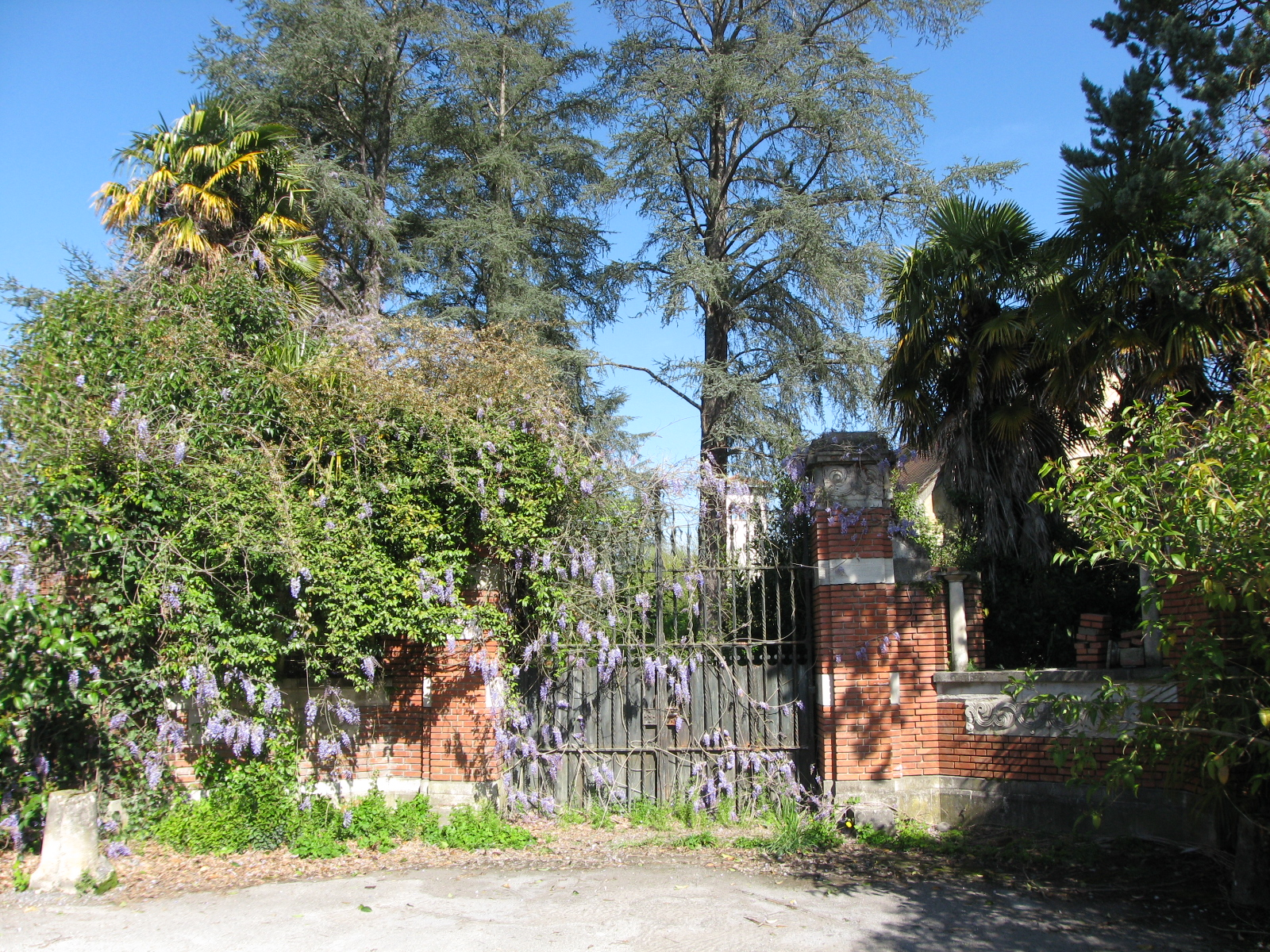
Portail du Château Bijou.

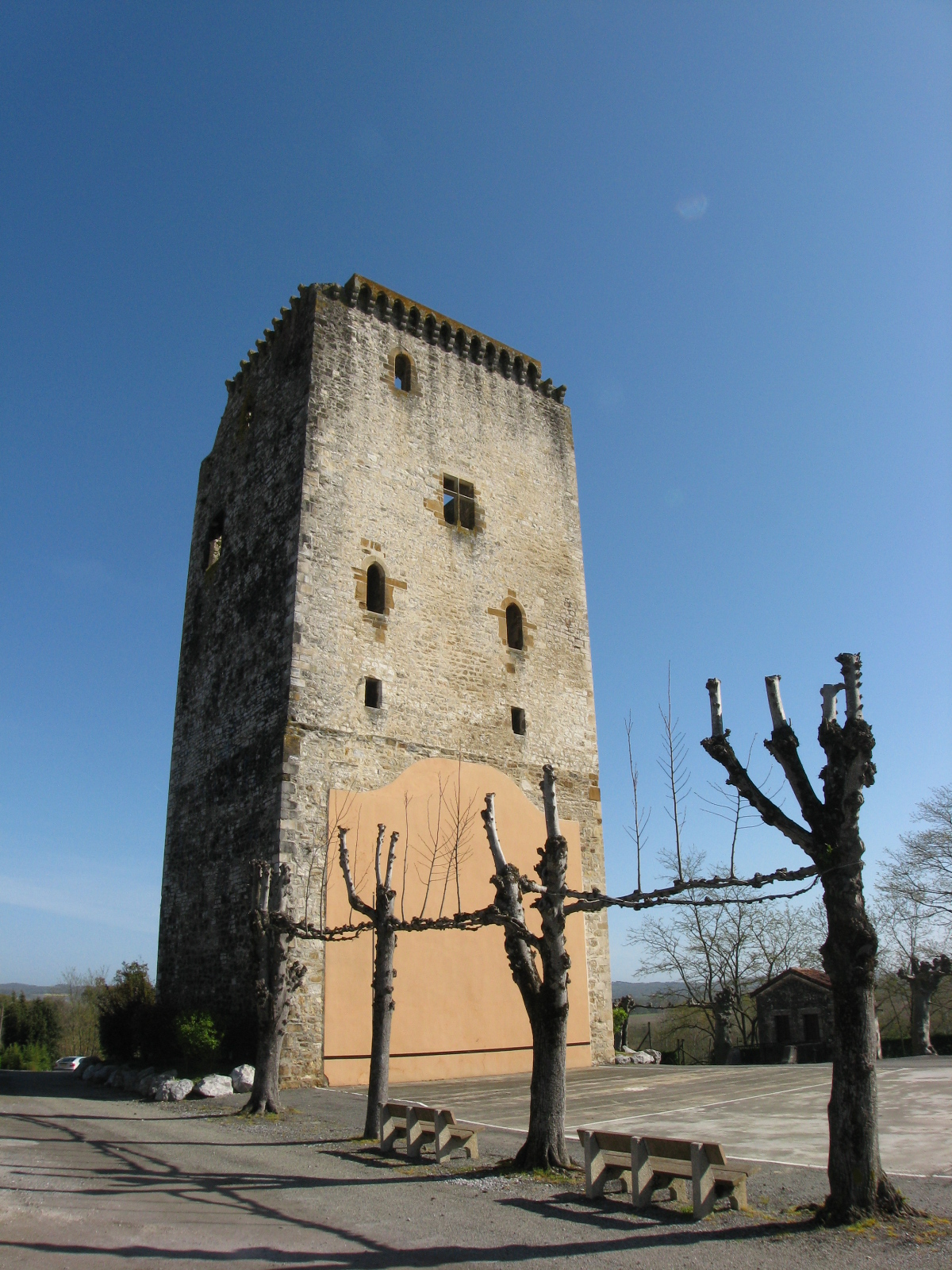
La tour du XIV.

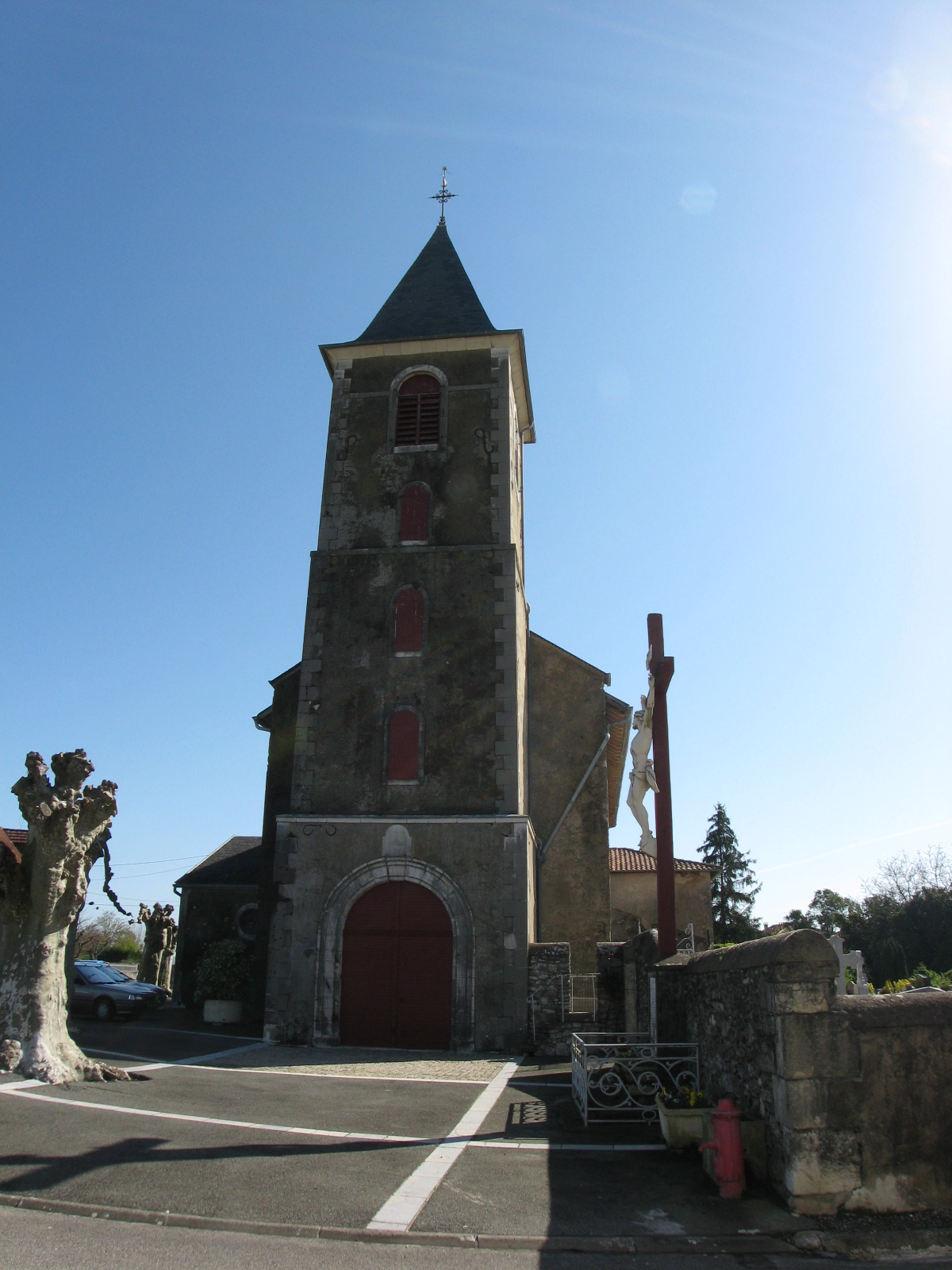
L'église Saint-Sauveur.

### Patrimoine civil
La tour carrée
Une tour carrée, à moitié en calcaire et à moitié en granit, est le seul vestige d'une forteresse construite en 1338 et nommée la « Bastide de Béarn » dans les chartes. Elle était destinée à protéger le royaume de France contre les possessions anglaises en Navarre et en Guyenne. Le rez-de-chaussée était occupé par une basse fosse sans ouverture et le premier étage ouvert de meurtrières. La tour a été surélevée au XVe siècle et l'élévation rajoutée percée de fenêtres. Les mâchicoulis ont disparu. Un château fort se trouvait peut-être à proximité. La tour, abîmée par la foudre en 1853, est enregistrée aux monuments historiques depuis 1915.
Château-Bijou
La fierté du village, avec la tour de défense, est le surprenant château-Bijou. Il s'agissait à l'origine d'une simple gentilhommière construite par un certain Dussine, puis aménagée par Madame Combes, née Saint-Macary, qui dépensa des fortunes considérables pour construire le château actuel. Le parc accueille un cloître breton du XIIIe siècle reconstitué, un temple de l'Amour, un embarcadère, une chapelle néo-gothique dans laquelle on trouvait autrefois un ancien crucifix sévillan. Madame Combe fit dévier la route départementale pour tracer son parc. Après des fortunes diverses, le château fut abandonné. Victime d'un incendie il y a quelques années, sa toiture de zinc ne reflète qu'imparfaitement les splendeurs passées. Depuis l'automne 2009, il est la possession de M. Vidalinc et sa rénovation est en cours. En 2022, l'édifice fait partie des douze sites de la Nouvelle-Aquitaine retenus pour bénéficier de l'aide du Loto du patrimoine et doit recevoir à ce titre une aide de 256 000 euros de la part de la Mission Patrimoine de Stéphane Bern.
Maison Lasalle
Construite sur un ancien temple romain dédié à Mercure à proximité du château, cette maison était le logement des officiers de la garnison. En 1814, elle fut occupée par des officiers anglais.
Maison dite « de Jeanne d'Albret »
Elle y dormit avec son fils Henri IV en 1564. Dans cette maison fut torturé aux fins d'aveux, le malfaiteur Pilate, lieutenant de Audijos, en révolte contre la gabelle.
Château Malherbe
Il s'agit d'une ancienne résidence des Habas, magistrats du parlement de Navarre à Pau.

### Patrimoine religieux
Le village comptait un temple protestant accolé à la Tour, détruit en 1682, et une chapelle de Saint-Sébastien de Jasses, aujourd'hui détruite.
Église Saint-Sauveur
Les sépultures de la famille de Bertier, héritière de la famille de Habas, seigneurs du lieu.
Prieuré d'Ordios
Distant du bourg de moins de quatre kilomètres, fondé en 1150, il garde fière allure bien qu'il fût transformé en étable en 1792. On y remarque encore des sculptures dont un portrait de Pierre de Béarn. La commanderie d'Ordios accueillait les pèlerins de Compostelle. La chapelle est classée aux monuments historiques depuis 1992.
Cimetière
On y trouve des sépultures de personnalités comme les Thomas, militaires émérites, l'amiral d'escadre Guillou, l'aspirant Guillou, Faustin Mendiharat, Rosine Saint-Macary, et de l'abbé Labaigt qui écrivit une histoire de la ville.

### Héraldique
| Blason de Labastide-Villefranche | Blason  | D'or à deux vaches de gueules, accornées, colletées et clarinées d'azur, l'une sur l'autre, accompagnées en pointe de quatre roseaux à massette d'or, empoignés par deux, les massettes posées en chevron renversé ; à la bordure crénelée d'azur. |
| Blason de Labastide-Villefranche | Détails | Le statut officiel du blason reste à déterminer. |